# Rantau Gedang (Singkil)
Rantau Gedang is een bestuurslaag in het regentschap Aceh Singkil van de provincie Atjeh, Indonesië. Rantau Gedang telt 523 inwoners (volkstelling 2010).